# Отель «Палас»
«Отель „Палас“» — французский фильм 1985 года режиссёра Эдуара Молинаро по мотивам книги «Заветная свобода» Клода Бриа.

## Сюжет
Июнь 1944 года, Германия.
Люсьен Молар — француз высадившийся в числе союзников в Нормандии, был взят немцами в плен, но при конвоировании в городе сумел бежать.
В немецком городе, не зная что делать, он бродит скрываясь от полиции, но сев в трамвай вдруг встречает своего брата Роберта… который был взят в плен в начале войны. Оказывается, Роберт действительно числится военнопленным в шталаге, но его, хоть и посредственного, но пианиста, немцы взяли работать в ресторане при местном отеле «Палас» для нацистских офицеров. 
Роберт решает спрятать разыскиваемого брата, и самое надёжное место, куда не доберётся гестапо… шталаг, куда Роберт через знакомых охранников проводит Люсьена.
У Люсьена есть только одна мысль: пробратсья во Францию и присоединившись к Сопротивлению продолжить бить нацистов.
Но его брат, зарекомендовавший себя при отеле не только как пианист, но и как импресарио, живущий на привилигированном положении в шталаге, бежать никуда не собирается. Хотя ему иногда приходится возвращаться в лагерь, но в целом его всё устраивает — в военное голодное время он в безопасности, с непыльной работой, у него доступ к ресторанным деликатесам, дорогому алкоголю и шикарным женщинам из офицерского борделя — жизнь, которую он и до войны не смог бы себе позволить. Под крылом своей любовницы хозяйки отеля фрау Бауер он наслаждается своей комфортной, почти нормальной «свободой».
Люсьен, потрясенный рассуждениями брата, пытается его убедить бежать из лагеря, но тот твердо решил остаться…
В итоге Роберт, добыв документы, помогает Люсьену и его подруге Инге уйти во Францию, но сам остаётся «в лагере».

## В ролях
- Даниэль Отёй — Люсьен Молар
- Клод Брассёр — Роберт Молар
- Гудрун Ландгребе — Ханна Бауер
- Йоахим Хансен — полковник Гюнтер Прем
- Лесли Молтон — Инга
- Райнхард Кольдехофф — Ференчи
- Жан-Мишель Дюпуа — официант
- Жан-Пьер Кастальди — повар
- Алмут Эггерт — эпизод
- и другие

## Критика
Французский кинокритик Жиль Колпа писал, что фильм, по общему признанию, оказался неудачен: режиссёр Эдуард Молинаро, известный своими комедиями, в этом фильме смешал жанры: драма, комедия, военный фильм, любовные приключения — и ни в одном из них не решён до конца, фильм оказывается половинчатым, и режиссёрское мастерство не спасает его.

## Литературная основа
Фильм снят по автобиографческой книге Клода Бриа «Заветная свобода» (Claude Briac «Liberté chéries») 
Французский журналист; он до Второй мировой войны работал в газете «Le soir», а с 1940 года — военнопленный, вначале был в Шталаг VI-B, затем переведён в считавшийся «штрафным» для французов Шталаг 325, после закрытия которого в 1942 году переведён в Шталаг II-D; бежал из лагеря в июне 1944 года.